# Józef Franciszek Sapieha
Józef Franciszek Sapieha herbu Lis (ur. 1679, zm. 11 kwietnia 1744 w Pratulinie) – podskarbi nadworny litewski od 1713, komisarz pełnomocny w konfederacji dzikowskiej 1734 roku.
Był synem Franciszka Stefana, bratem Jana Kazimierza i Jerzego Felicjana. 
Wiosną 1697 posłował na sejm, po czym wyruszył w podróż edukacyjną po Europie. W 1697 studiował w Grazu, a w latach następnych w Rzymie, Florencji, Wenecji, przebywał także w Bawarii, Francji, Holandii, Hiszpanii i Turcji - w Konstantynopolu. Do kraju powrócił w 1701.
Z pewnym wahaniem poparł w 1706 r. Stanisława Leszczyńskiego, od którego otrzymał rangę generała majora wojsk litewskich (w 1708). Po powrocie Augusta II w 1709 godność tę utracił. Ze względu na ugodową postawę i pragnienie Augusta II zjednania sobie rodu Sapiehów szybko ją odzyskał (1710), a w 1713 został podskarbim nadwornym litewskim. W 1717 otrzymał Order Orła Białego. 
W 1733 roku podpisał elekcję Stanisława Leszczyńskiego, przy którego boku działał aż do abdykacji w 1736, w 1735 formując w Okopach Świętej Trójcy dwutysięczną dywizję wierną Leszczyńskiemu. W maju 1736 uznał władzę Augusta III.
Zmarł po długiej chorobie 11 kwietnia 1744 w Pratulinie.
Pochowany został w rodzinnej krypcie rodu Sapiehów w ufundowanym przez siebie Kościele św. Józefa Oblubieńca i św. Antoniego z Padwy w Boćkach.